# Глиняні таблички

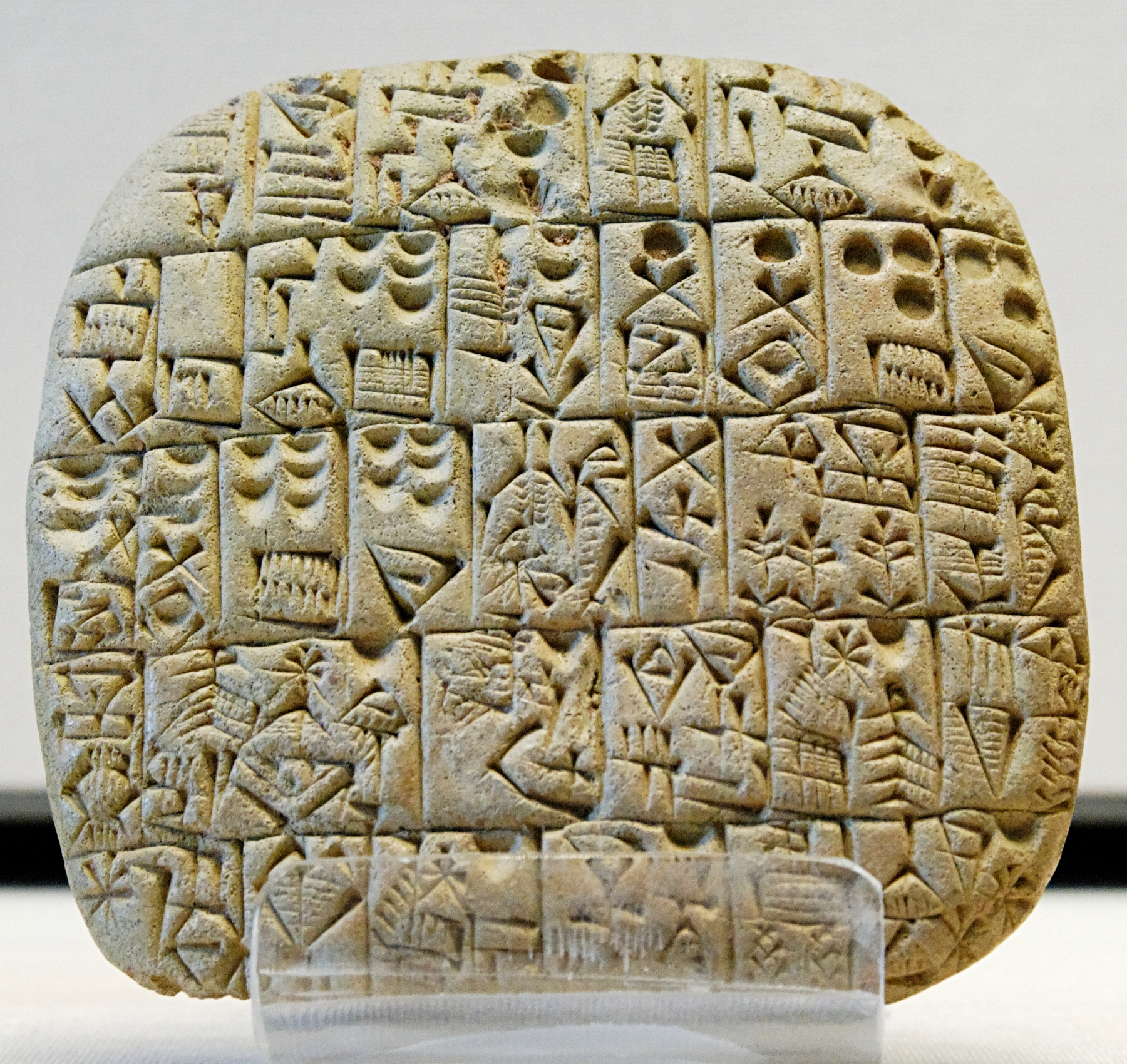
Давня шумерська глиняна табличка — торговельна угода, приблизно 2600 років до нашої ери.

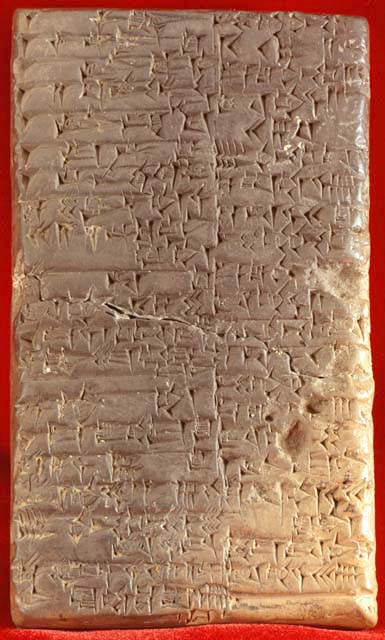
Глиняна табличка, датована 2041 чи 2040 роком до нашої ери.

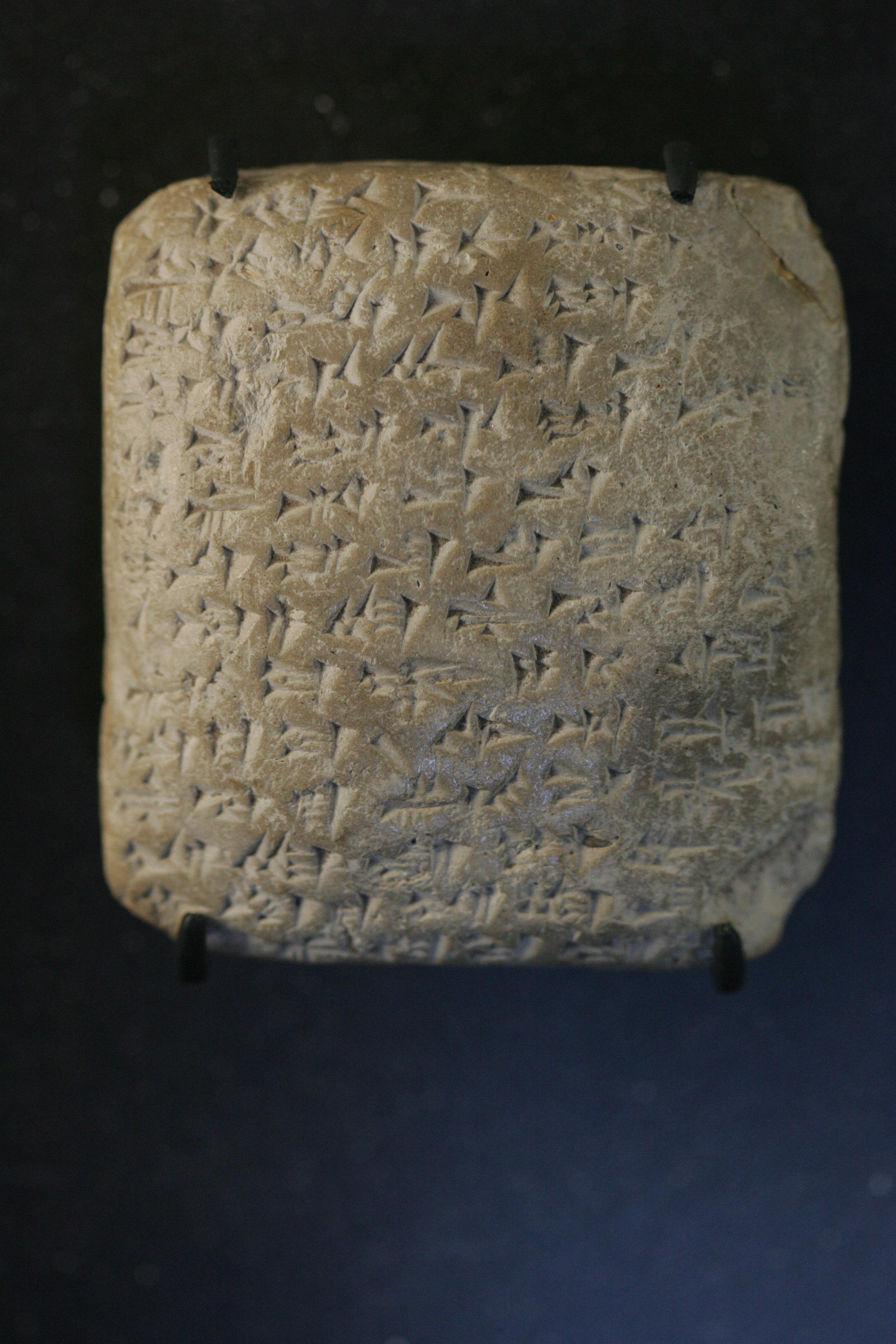
Табличка з амарнського архіву — дипломатичний документ, лист від князя Мегіддо Бірідії

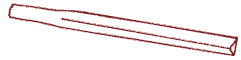
Отаким пером писали на глиняних табличках. Зверніть увагу на трикутну форму — якщо такою паличкою натиснути на сиру глину, на тій залишиться клиноподібний відтиск.

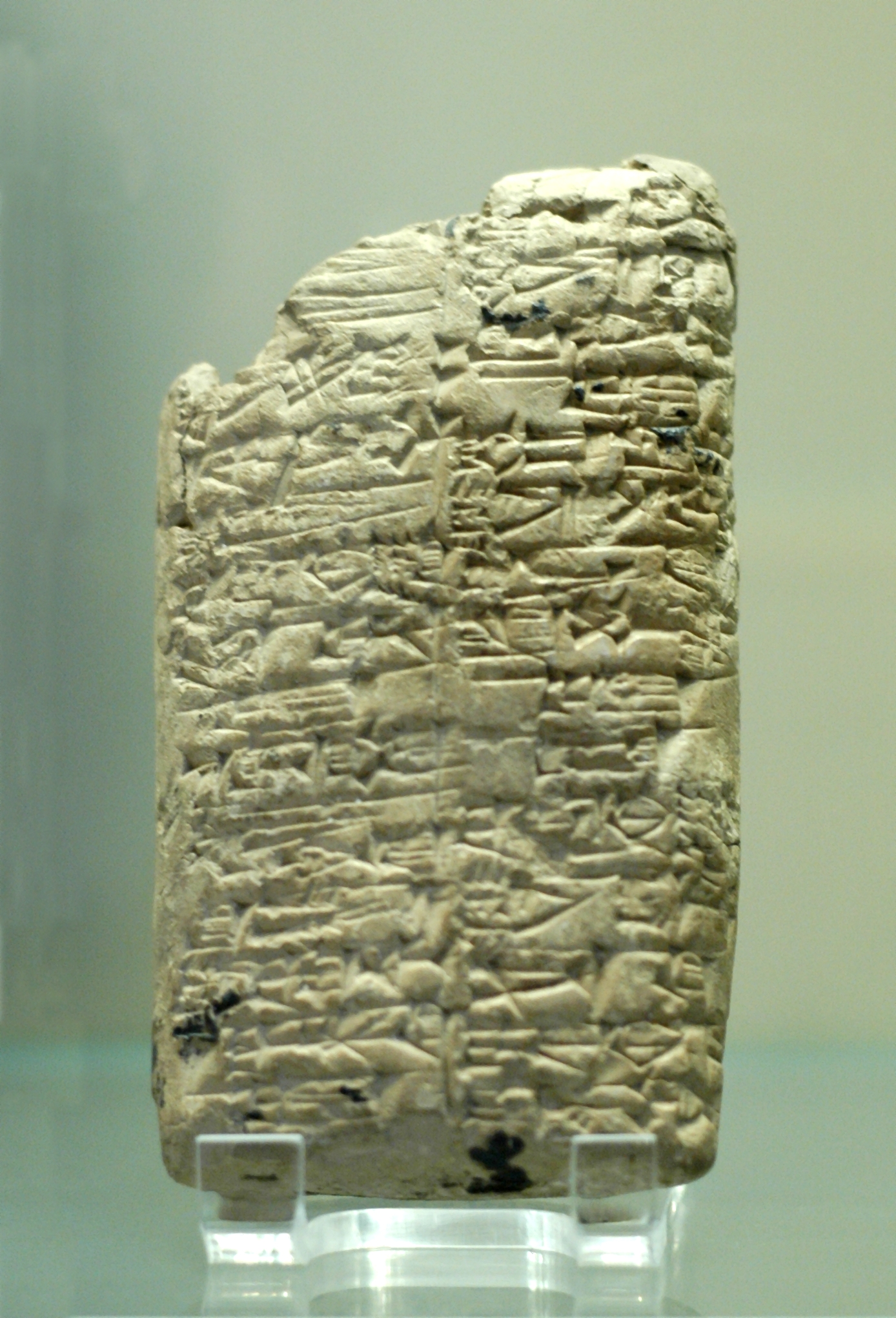
Глиняна табличка з переліком перемог Рімуша.

Глиня́ні табли́чки (іноді — глиня́ні кни́ги) — археологічні знахідки, записи (тексти, малюнки, схеми, карти), зроблені на глиняних табличках.

## Загальний опис
Зазвичай, коли говорять про глиняні таблички, мають на увазі документи з Межиріччя. Насправді вони поширені значно ширше. Крім Близького Сходу, глиняні таблички використовувалися разом із клинописом у дипломатичному листуванні з країнами інших регіонів, наприклад, з Єгиптом. Писали на глині і на островах Середземного моря. Наприклад, знаменитий Фестський диск, знайдений на Криті і виготовлений в XVII столітті до нашої ери. Цей не прочитаний досі текст був нанесений, схожим на механічний: знаки були вирізані на штампах і відтиснені на сирій глині. Також на глині писали і представники харапської цивілізації.
Причиною використання глиняних табличок були як особливості походження писемності, і так і те, що глина була одним з небагатьох широкодоступних у Шумері матеріалів.
На території Стародавнього Близького Сходу задовго до появи клинопису, навіть, задовго до появи шумерів, існував інший спосіб зберігання та передачі інформації. Це була система глиняних кульок (значків або фішок) розміром 1-3 сантиметри, де кожен елемент позначав один об'єкт, корову, барана тощо, яка слугувала для обліку майна вже у IX тисячолітті до нашої ери.
Приблизно з V тисячоліття до нашої ери фішки для кращого зберігання стали поміщати у спеціальні конверти — булли (від лат. bulla — «кулька»), що мали вигляд порожнистих глиняних куль діаметром близько 10 сантиметрів. Якщо булла містила відомості про кількість голів худоби, то, щоб провести підрахунок вмісту, її доводилося розбивати.
З приблизно 3300 року до нашої ери на поверхні булли з'являється короткий опис її вмісту й необхідність розбивати контейнер при кожній перевірці відпадає. Але таким чином фішки виявилися непотрібними, і незабаром зникли, а сама булла стала плоскою. Так виникли перші глиняні таблички з числами: кружечками та куточками, видавленими у глині, форма і розмір яких вказували на об'єкт, що позначався, та його кількість.
Розвиток від таблички з відтисненими на ній значками, що означали числа, до клинописної таблички, відбувся тільки у Шумері. У 70-ті роки XX століття при розкопках палацу у стародавньому місті Ебла в північно-західній Сирії було знайдено близько 20 тисяч клинописних табличок, що датуються серединою ІІІ тисячоліття до нашої ери, що свідчить про широке географічне розповсюдження та значне практичне використання глиняних табличок вже в ті давні часи.
Глина була дешевим та загальнодоступним матеріалом. Для табличок її спеціально замішували, робили власне табличку і писали доки глина була ще сирою. Оскільки в жаркому кліматі таблички висихали швидко, то писати доводилося швидко, одразу записуючи увесь текст. Зазвичай таблички були прямокутної форми, причому одна сторону як правило була дещо увігнута, а інша рівна або трохи опукла. Списувалася табличка з обох боків. Таблички сушили на сонці або, як цеглу, випалювали в печах, що надавало їм твердості. Однак слід зазначити, що обпалювали таблички нечасто, зазвичай послуговуючися добре висушеними. Наприклад таблички зі знаменитої бібліотеки Ашшурбаніпала хоч і зроблені з кращої і ліпше вимішаної глини, але не були обпалені зумисне, а спеклися під час пожежі бібліотеки.
Писали паличкою. На глині простіше не проводити лінії, а витискувати. Характерний клинопис це результат комбінації відтисків, що утворюються від натискання гострим кінчиком палички — чим він сильніший, тим клинець глибший та довший. Швидке написання тексту вимагало неабиякого вміння. Однак месопотамські писарі були майстрами своєї справи. Серед них траплялися справжні віртуози, здатні на мініатюрній глиняній табличці розміром утроє меншій за сірникову коробку помістити 30 клинописних рядків заввишки до 2 мм — такий текст можна прочитати лише за допомогою збільшувального скла.
На кожній окремій табличці вдавалося написати не так вже й багато, тож як скільки-небудь довгі тексти доводилося писати на кількох табличках як разом утворювали книгу. Однак через матеріал ці книги не мали обкладинок, а таблички просто складалися разом, часто в одному ящику. В бібліотеках таблички що відносилися до однієї книжки мали спеціальні помітки. Наприклад, у храмі Ніппура розташовувалося багато приміщень, частина яких, безперечно, належала бібліотеці, а також архіву. Таблички зберігалися в глиняних або дерев'яних скринях і у плетених кошах, які стояли на глиняних цоколях чи на дерев'яних полицях, прикріплених до стін.
Глина як матеріал письма вплинула на форму месопотамських печаток, які мали вигляд циліндрів з вирізаними на ньому малюнками та написом. Такі печатки носили з собою усі вільні люди, окрім найбідніших, оскільки вони замінювали наш підпис. Зовсім нужденні замість печатки прикладали до документів палець чи ніготь залишаючи на глині їх відбиток. За зразком печаток ассирійці придумали також спосіб тиражування текстів. Для цього вони виготовляли з випаленої глини штампи з випуклим дзеркальним шрифтом, з допомогою яких потім робили відбитки на мокрій глині.
Оскільки в Межиріччі писали на глиняних табличках, то заняття в школі розпочиналися з їх виготовлення. Школярі замішували глину та самі ліпили таблички. Сама школа по-шумерськи називалась «Е-дуба» — «будинком глиняних табличок», учитель — «батьком будинку глиняних табличок», учень — «сином будинку глиняних табличок».